# الیوار
الیوار (به اسپانیایی: Olivar) یک شهرستان‌ در شیلی است که در کاچاپوآل واقع شده‌است. الیوار ۴۴٫۶ کیلومتر مربع مساحت و ۱۳٬۰۳۳ نفر جمعیت دارد و ۳۸۹ متر بالاتر از سطح دریا واقع شده‌است.